# Mohamed Bazoum
Mohamed Bazoum (N'guigmi, 1 de janeiro de 1960) é um político nigerino foi o 10º presidente do Níger de 2021 a 2023. Ele assumiu o cargo em 2 de abril de 2021 após vencer a eleição presidencial de 2020–21 e uma tentativa fracassada de golpe de estado. Ele foi deposto do cargo em 26 de julho de 2023 após um golpe de estado liderado por membros da guarda presidencial e das forças armadas.

## Biografia
Antes de se tornar um presidente, ele atuou como presidente do Partido Nigerino pela Democracia e Socialismo (PNDS-Tarayya). Ele também atuou como Ministro das Relações Exteriores de 1995 a 1996 e novamente de 2011 a 2015. Foi Ministro de Estado na Presidência de 2015 a 2016 e foi Ministro de Estado do Interior entre 2016 e o verão de 2020, quando ele renunciou para se concentrar em concorrer às eleições presidenciais de 2020–21. Bazoum venceu o segundo turno da eleição presidencial com 55,67% dos votos contra o ex-presidente Mahamane Ousmane. Bazoum é o primeiro presidente árabe (árabe de Diffa) do Níger.
Bazoum serviu como Secretário de Estado da Cooperação do Ministro dos Negócios Estrangeiros e Cooperação no governo de transição do Primeiro-Ministro Amadou Cheiffou de 1991 a 1993. Ele foi eleito para a Assembleia Nacional pelo eleitorado especial de Tesker como o candidato do PNDS em uma eleição especial realizada em 11 de abril de 1993; isso se seguiu ao cancelamento da eleição inicial em Tesker, realizada em fevereiro.
Após as eleições parlamentares de janeiro de 1995, vencidas por uma coalizão de oposição do Movimento Nacional para o Desenvolvimento da Sociedade (MNSD) e do PNDS, Bazoum tornou-se Ministro das Relações Exteriores e Cooperação do governo do Primeiro-Ministro Hama Amadou, nomeado em 25 Fevereiro de 1995. Ele foi inicialmente reconduzido ao cargo depois que Ibrahim Baré Maïnassara tomou o poder em um golpe militar em 27 de janeiro de 1996, mas foi substituído no governo nomeado em 5 de maio de 1996. O PNDS se opôs a Maïnassara e, em 26 de julho de 1996, Bazoum foi colocado em prisão domiciliar junto com o presidente do PNDS, Mahamadou Issoufou, poucas semanas após as eleições presidenciais de 1996. Ele e Issoufou foram libertados por ordem de um juiz em 12 de agosto de 1996.
Bazoum foi preso junto com outros dois importantes políticos da oposição, incluindo o secretário-geral do MNSD, Hama Amadou, no início de janeiro de 1998, por supostamente ter participado de um complô para assassinar Maïnassara. Ele nunca foi acusado e foi libertado uma semana após sua prisão.
No Quarto Congresso Ordinário do PNDS, realizado de 4 a 5 de setembro de 2004, Bazoum foi eleito seu vice-presidente. Bazoum foi novamente eleito para a Assembleia Nacional nas eleições parlamentares de Dezembro de 2004 e durante a legislatura que se seguiu foi Terceiro Vice-Presidente da Assembleia Nacional e Vice-Presidente do Grupo Parlamentar do PNDS.
Bazoum foi um dos 14 deputados que apresentaram uma moção de censura contra o primeiro-ministro Hama Amadou em 26 de maio de 2007. O governo de Amadou foi derrotado na votação de desconfiança subsequente em 31 de maio, e Bazoum elogiou a "maturidade da classe política de Níger que acaba de pôr fim ao mandato da equipa especializada na predação de fundos públicos".
Depois de instar as pessoas a boicotar o referendo constitucional de agosto de 2009, Bazoum foi brevemente detido e interrogado por duas horas em 14 de julho de 2009. Bazoum foi reeleito vice-presidente do PNDS no Quinto Congresso Ordinário do partido, realizado em 18 de julho de 2009. Após o sucesso do referendo, ele o caracterizou como um "golpe de estado" e disse que a eleição parlamentar de outubro de 2009 foi uma "farsa eleitoral" destinada apenas a adicionar um "polimento democrático".
O presidente Mamadou Tandja foi deposto por um golpe militar em 18 de fevereiro de 2010. Bazoum disse na ocasião que "isso é exatamente o que temíamos, uma resolução militar. Tandja poderia ter evitado isso". Como um dos principais membros da Coordenação das Forças Democráticas para a República (CFDR), uma coalizão de oposição, ele disse em 23 de fevereiro que o CFDR queria que Tandja fosse levado a julgamento por alta traição porque ele havia revogado a constituição de 1999 em seus esforços para permanecer no poder. De acordo com Bazoum, tal julgamento foi necessário para dissuadir futuros líderes de seguir um curso semelhante. Ele disse que a junta deveria manter Tandja até que "instituições democráticas" estivessem em vigor, e então Tandja deveria ser julgada, embora ele também tenha dito que achava que a pena de morte seria desnecessária.
Depois que Mahamadou Issoufou venceu as eleições presidenciais de janeiro a março de 2011, ele deixou o cargo de presidente do PNDS em março de 2011, antes de sua posse, de acordo com a exigência de que o chefe de estado não participasse da política partidária; Bazoum assumiu como presidente interino do PNDS. Issoufou assumiu o cargo de Presidente do Níger em 7 de abril de 2011, e Bazoum foi nomeado para o governo como Ministro de Estado dos Negócios Estrangeiros, Cooperação, Integração Africana e Nigerinos no Exterior em 21 de abril de 2011.
Bazoum foi transferido para o cargo de Ministro de Estado na Presidência em 25 de fevereiro de 2015. O movimento foi visto como permitindo que Bazoum se concentrasse em liderar o PNDS em antecipação à candidatura de Issoufou à reeleição em 2016.
Ele foi eleito para a Assembleia Nacional nas eleições parlamentares de fevereiro de 2016. Depois que Issoufou foi empossado para um segundo mandato, Bazoum foi nomeado Ministro de Estado do Interior, Segurança Pública, Descentralização e Assuntos Costumes e Religiosos em 11 de abril de 2016. Ele assumiu o cargo em 13 de abril, sucedendo a Hassoumi Massaoudou.

## Deposição
Em 26 de julho de 2023, soldados da Guarda Presidencial bloquearam o palácio do governo para depor Bazoum. O golpe de estado foi condenado pela União Africana e a Comunidade Econômica dos Estados da África Ocidental (ECOWAS). A ECOWAS exigiu a libertação do presidente de forma imediata. Um grupo de militares então anunciaram oficialmente que Bazoum foi formalmente deposto no final do dia 26 de julho. Amadou Abdramane foi à televisão estatal afirmar que o Presidente tinha sido afastado do poder.